# Svensen
Svensen az Amerikai Egyesült Államok északnyugati részén, Oregon állam Clatsop megyéjében elhelyezkedő statisztikai település. A 2020. évi népszámlálási adatok alapján 853 lakosa van.
Névadója Peter Svensen telepes. A posta 1895 és 1944 között működött.
Lewis és Clark expedíciója Fort Clatsop irányában 1905-ben, a hadsereg pedig visszafelé 1906-ban haladt el itt.

## Fordítás
- Ez a szócikk részben vagy egészben  a   Svensen, Oregon című angol Wikipédia-szócikk ezen változatának fordításán alapul.  Az eredeti cikk szerkesztőit annak laptörténete sorolja fel. Ez a jelzés csupán a megfogalmazás eredetét és a szerzői jogokat jelzi, nem szolgál a cikkben szereplő információk forrásmegjelöléseként.